# Friedrich August von Alberti
Pour les articles homonymes, voir Alberti.

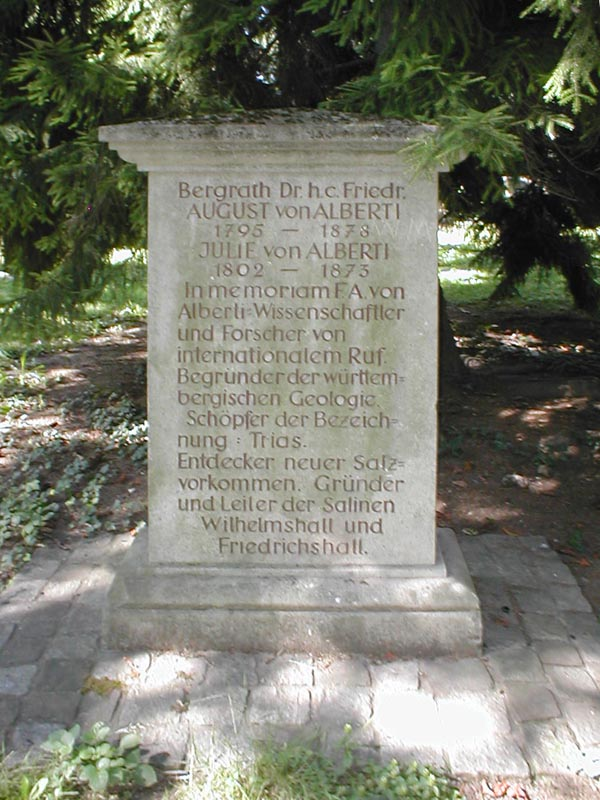
Stèle funéraire d’Alberti dans l’Alter Friedhof de Heilbronn

Friedrich August von Alberti (né le 4 septembre 1795 à Stuttgart; † 12 septembre 1878 à Heilbronn) est un géologue wurtembergeois. Il a donné son nom au Trias et a travaillé pendant des décennies à prospecter les gisements de sel gemme à travers le royaume de Wurtemberg.

## Biographie
Alberti était le fils de l’officier wurtembergeois Franz Karl Alberti, professeur à la Hohe Karlsschule de Stuttgart, anobli en 1807 par le roi Frédéric.
Friedrich Alberti fréquenta d’abord les écoles des villes où son père travaillait : Stuttgart, Rottweil et Öhringen. En 1809 il intégra le corps des cadets de chasseurs alpins dans l'académie militaire née de la réforme de la Karlsschule. Sa formation terminée, en 1815, il trouva un emploi de géologue aux salines royales à Sulz am Neckar, où l'on produisait le sel par séchage des saumures extraites de puits. Il gagna  à ce poste une grande réputation de sorte qu'en 1818 on lui confia la surveillance des travaux de construction de la nouvelle saline Friedrichshall à Jagstfeld.
C'est là, dans le village voisin de Kochendorf, que le 23 octobre 1821 Alberti épousa la comtesse Julie de Degenfeld (de), qui devait lui donner onze enfants (dont trois moururent prématurément). Chargé vers 1822 par le gouvernement de prospecter le sel gemme dans la région de Schwenningen, il découvrit un gisement en juillet 1823 entre Dürrheim et Schwenningen. Le royaume de Wurtemberg fit de la saline de Wilhelmshall (dont le nom vient du roi Guillaume Ier) dirigée par Alberti, qui fournissait la Suisse en sel, d'ailleurs seul produit d'exportation pour le Wurtemberg vers ce pays voisin, une ville. De nouvelles indications d'Alberti sur la richesse en sel du sous-sol de la vallée de la Prim en amont de Rottweil permirent, le 14 septembre 1824, de trouver un nouveau gisement de sel gemme à l'emplacement de l'ancienne abbaye de Rottenmünster (de). On y établit une nouvelle saline, qu'on baptisa là encore du nom de saline Wilhelmshall, et dont on confia la direction à Alberti, en plus de la saline de Sulz. Grâce à son procédé d’évaporation wurtembergeoise, Alberti parvint ainsi à doubler la production de sel de son pays.
Son premier ouvrage scientifique : « Les montagnes du royaume de Wurtemberg, considérées sous le point de vue de leurs ressources en sel gemme » (Die Gebirge des Königreichs Würtemberg in besonderer Beziehung auf Halurgie), paraît en 1826 ; outre une description précise du fonctionnement des salines, il y traite abondamment de minéralogie. Tout un chapitre du livre est consacré à l’argile, au gypse et aux monts gréseux de la région de Heilbronn (Thon, Gyps und Sandstein-Gebirge von Heilbronn), structure lithologique qu’Alberti baptise « horizon de Keuper ». Désormais, Alberti se consacre davantage à la reconnaissance des formations d'un ensemble qu'il appelle lui-même « Trias » dans sa « Contribution à une monographie sur le grès bigarré, le calcaire coquillier et l’horizon de Keuper, et la présence de ces faciès dans une même formation » (1834). Il devait ses observations à une connaissance intime de l’« Unterland wurtembergeois » (le pays de Heilbronn) acquises par des années de prospection ; la qualité de son travail est telle que les géologues considèrent encore aujourd'hui ce pays comme un site modèle de paysage triasique, et conservent les dénominations de Formation de Heilbronn ou de Formation de Löwenstein (de).
Alberti fut l'un des fondateurs de la première société historique du Wurtemberg, la Verein zur Aufsuchung der Alterthümer in der Gegend von Rottweil (1832), qui deviendra par la suite l’Archäologischer Verein zu Rottweil. Il effectua de multiples fouilles et rédigea plusieurs mémoires à destination de cette association. Il fut promu en 1836 Inspecteur des Mines et, sur décision du ministre des finances Johann Christoph von Herdegen (de), fut envoyé en mission pour visiter les mines de sels d'Allemagne, les gisements de sel de Haute Silésie, du Sud de la Pologne, de Galicie et des Alpes. De nouveaux voyages, au début des années 1840, l'emmenèrent en France et dans les Alpes orientales centrales : les observations qu'il y fit lui servirent à préparer son ouvrage sur la prospection du sel gemme (Halurgische Geologie, 1852).
Lorsque la Suisse décida d'exploiter ses propres mines de sel, le commerce du sel s'effondra et les autorités du Wurtemberg se virent obligées d'abandonner l'exploitation des salines de la vallée du Neckar au profit des mines de montagne. L'expansion industrielle de la ville de Heilbronn justifiait d'autant plus cette orientation.
Dès 1824, on exploitait le sel gemme dans la mine de Wilhelmsglück près de Schwäbisch Hall. Alberti lui-même était convaincu que l'avenir résidait davantage dans la mine de sel que dans les salines traditionnelles. Après des années d'échec, un premier puits de mine fut creusé et équipé en 1849 près de Rottweil. En 1853 le gouvernement décida d'ouvrir une mine au milieu des salines de Friedrichshall. Alberti, 30 ans après avoir quitté Friedrichshall, fut chargé de la direction des travaux, et retrouva ainsi les bureaux de sa jeunesse. On commença le creusement le 2 janvier 1854. Des intrusions d'eau souterraine ruinèrent les premiers efforts et ce n'est qu'au prix d'un surcoût de près d’un million de florins que l'on put parachever l'étaiement du puits de mine. Finalement le 14 mars 1859, à 153 m de profondeur, on rencontra une veine de halite exploitable de 15 m d'épaisseur, qui permit de préserver la rentabilité des salines existantes. Les mines de sel de Friedrichshall furent les deuxièmes à être creusées en Wurtemberg après celles de Wilhelmsglück.
Alberti jouissait désormais d'une grande admiration auprès de la famille régnante de Wurtemberg ; en 1856, par exemple, on envoya chez lui le prince Guillaume passer quinze jours à Friedrichshall. Sa collection de fossiles, fut acquise en 1862 aux frais de l'état pour rejoindre le cabinet de curiosités royal (aujourd'hui Staatliches Museum für Naturkunde).
En 1864 parut le dernier grand essai d’Alberti, « Examen du Trias du point de vue de ses affleurements dans les Alpes » (Überblick über die Trias mit Berücksichtigung ihres Vorkommens in den Alpen). Il y compléta ses descriptions de la stratigraphie des environs de Heilbronn, grâce aux observations qu'avaient permis le creusement, entre 1859 et 1862, du tunnel ferroviaire de 891 m de la ligne Hohenlohe entre Heilbronn und Weinsberg. Il y donna également pour la première fois le parallèle entre les trois horizons du Trias wurtembergeois et du trias alpin.
Alberti continua de diriger les exploitations de Friedrichshall et de Clemenshall (près d’Offenau) jusqu'en 1870 puis il prit enfin sa retraite : il avait 75 ans. Il passa les dernières années de sa vie à Heilbronn. Sa femme était décédée en avril 1873. En 1881, trois ans après la mort du grand géologue, on entreprit le creusement d'une nouvelle mine de sel à Heilbronn même. La compagnie Salzwerk Heilbronn AG (aujourd'hui Südwestdeutsche Salzwerke AG), vit le jour en 1883. L’exploitation de la mine put commencer en 1885.
Alberti passait pour un homme très énergique, appliqué et rigoureux. Les descriptions contemporaines le présentent comme un bon conférencier, qui n'hésitait pas à émailler ses exposés de multiples anecdotes. Il aimait beaucoup la vie en famille.

## Récompenses
Alberti reçut de multiples gratifications de son vivant même : la médaille d'or royale du Wurtemberg pour les Sciences et les Arts, la croix de chevalier de l’Ordre de la Couronne de Wurtemberg (1838) et la croix de commandeur de l’Ordre de Frédéric. En 1863, à l'occasion de la fondation de la Faculté des Sciences naturelles de l’Université de Tübingen, il était nommé Docteur honoris causa ès Sciences naturelles. Il était membre titulaire ou membre d'honneur de pas moins de neuf sociétés savantes, dont l’Académie bavaroise des sciences, dont il fut membre correspondant dès 1854.
Outre plusieurs spécimens fossiles, deux couches du trias doivent leur dénomination à Alberti ; la revue anglophone de géologie Albertiana est ainsi nommé en son honneur. Il y a une rue Alberti aussi bien à Rottweil qu'à Heilbronn, et le lycée  de Bad Friedrichshall inauguré en 1996 s'appelle le « Friedrich-von-Alberti-Gymnasium ».
Depuis 1998, il existe un prix international Alberti, doté de 10 000 euro qui récompense les recherches en paléontologie, et la médaille Friedrich-von-Alberti décernée par la Verein der Heilbronner Mineralien- und Fossilienfreunde qui récompense les recherches sur la géologie de la région de Heilbronn.

## Œuvres
- Die Gebirge des Königreichs Würtemberg, in besonderer Beziehung auf Halurgie: Mit Anmerkungen und Beilagen von Prof. G. Schübler in Tübingen / von Friedrich von Alberti, Salinen-Verwalter von Wilhelmshall. Mit 5 geognostischen Karten. Stuttgart et Tübingen, in der J. G. Cotta'schen Buchhandlung, 1826.
- Beitrag zu einer Monographie des bunten Sandsteins, Muschelkalks und Keupers, und die Verbindung dieser Gebilde zu einer Formation. Mit 2 Tafb. lith. Stuttgart & Tübingen, 1834.
  - Reprographischer Nachdruck der Ausgabe Stuttgart, Cotta, 1834 / Friedrich-von-Alberti-Stiftung der Hohenloher Muschelkalkwerke. Mit einem Vorwort des Herausgebers und einem biographischen Essay von Wolfgang Hansch. Goldschneck-Verlag Weidert, Weinstadt 1998,  (ISBN 3-00-003351-3)
- Übersicht der mineralogischen Verhältnisse des Gebiets der vormaligen freien Reichsstadt Rottweil. Rottweil: Englerth 1840. In: Heinrich Ruckgaber: Geschichte der Frei- und Reichsstadt Rottweil, S. 576–627.
- Halurgische Geologie. 2 volumes. Cotta, Stuttgart 1852.
- Die Bohnerze des Jura, ihre Beziehung zur Molasse und zu den Gypsen von Paris, Aix und Hohenhoewen. Stuttgart 1853. Republié dans : Württembergische naturwissenschaftliche, n° de 1853.
- Überblick über die Trias mit Berücksichtigung ihres Vorkommens in den Alpen. Mit 7 Steindrucktafeln. Stuttgart 1864.
- Roemische Altertuemer in der Umgegend von Rottweil am Neckar. Stuttgart: 1833–1837. Jahresbericht des Archäologischen Vereins zu Rottweil.